# Stephanocyathus laevifundus
Stephanocyathus laevifundus är en korallart som beskrevs av Stephen D. Cairns 1977. Stephanocyathus laevifundus ingår i släktet Stephanocyathus och familjen Caryophylliidae. Inga underarter finns listade i Catalogue of Life.